# 冯梦龙
馮夢龍（1574年—1646年），字猶龍，又字耳猶、子猶，號龍子猶、墨憨齋主人、姑蘇詞奴，蘇州府長洲縣人，明代士大夫、文學家:612、戏曲作家、民间文艺学家、通俗文学家和编辑家。馮夢龍才華橫溢，博學多識，科舉考試屢次落第，傾力編著小說、戲曲與歌曲集，晚年補貢生，曾出任福建壽寧縣知縣，明亡後憂憤而卒。馮夢龍編撰白話短篇小說集《喻世明言》、《警世通言》及《醒世恒言》，合稱《三言》，改寫既有故事和傳說，題材廣泛，風行一時，著名作品有《蔣興哥重會珍珠衫》和《杜十娘怒沉百寶箱》等，啟發了凌濛初撰寫小說集《二拍》，把短篇小說在中國文學史上的地位推至高峰；長篇小說方面，他編寫了《新列國志》和《平妖傳》；戲曲方面，他創作了傳奇《雙雄記》，並編定多種劇目，如改寫湯顯祖《牡丹亭》為《風流夢》。馮夢龍又編纂《山歌》，記錄明代蘇州吳語歌謠，保存民間文學功不可沒。

## 生平

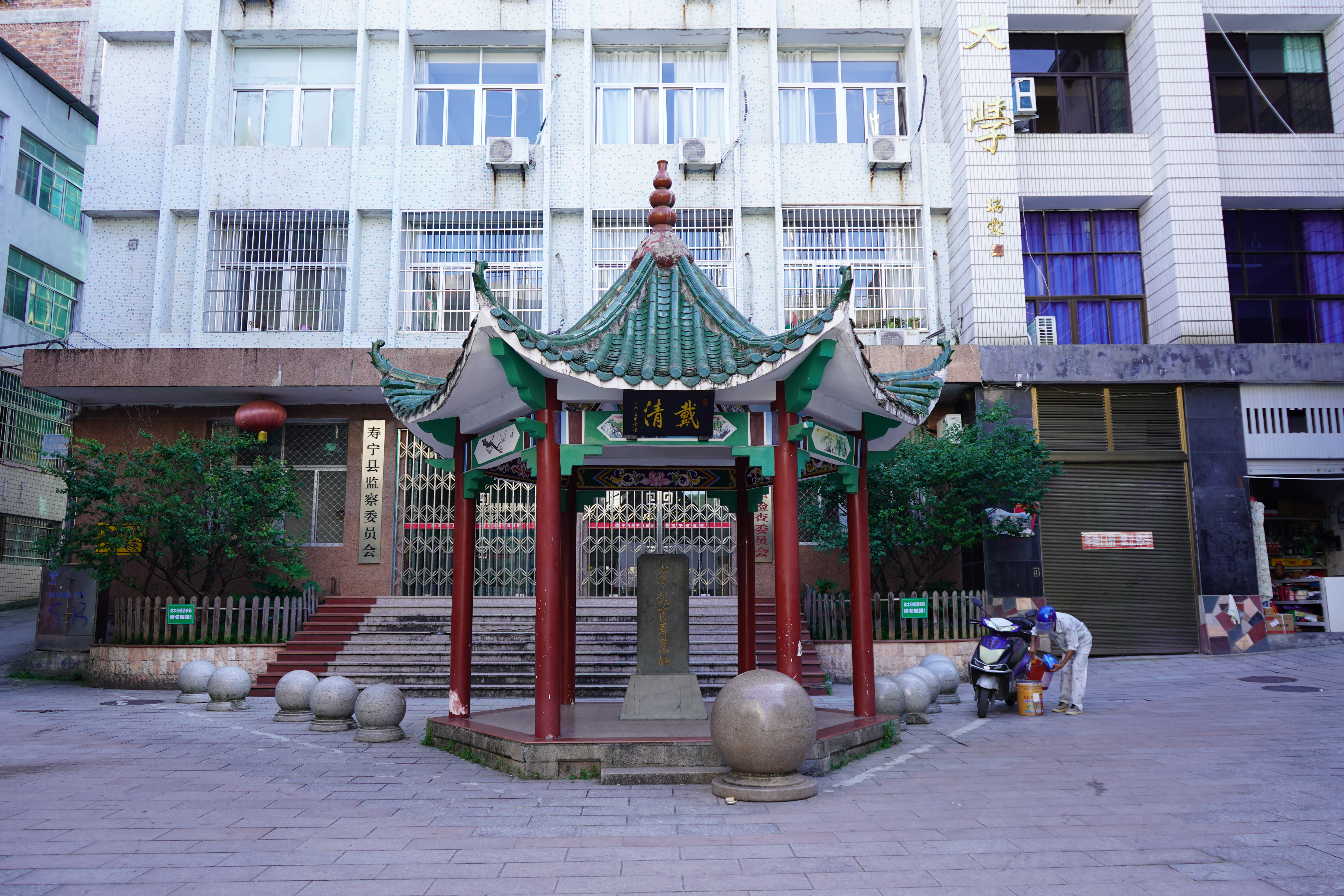
冯梦龙宦寿旧址（寿宁县衙旧址）

馮夢龍一生長時間住在蘇州，與兄弟馮夢桂、馮夢熊都有才華，並稱「吳下三馮」:78。馮夢龍才華橫溢，博學多識，在科舉考試中卻屢次落第:612，他出沒於花街柳巷，到處冶遊:90。當他心儀的名妓侯慧卿選嫁他人時，他便絕跡於花柳之地:156。他一方面機智幽默，風流倜儻，嗜酒狎妓，另一方面他又是個嚴肅的儒家讀書人，志在做官，治國理民:78。約在1611至1613年間，馮夢龍因出版了淫猥的俗曲集《挂枝兒》和賭博教科書《葉子新鬥譜》，為時人所抨擊，向時任江南提學御史的熊廷弼求援，受熊廷弼訓誡:217。1617年起，馮夢龍曾於湖北麻城遊學多年，當地是治《春秋》經的中心之一:80。他交遊廣泛，結交東林黨人與復社成員:143、147，與熊廷弼、梅之煥、李長庚都關係密切；復社成員中也有馮夢龍的好朋友:79。
1631年，馮夢龍五十七歲，補為貢生，進入國子監。他曾任鎮江府丹徒縣訓導，1634—1638年出任福建壽寧縣知縣。為官期間聲名頗佳，編寫地方志《壽寧待志》:612，施行善政，向窮人分發藥物，阻止溺殺女嬰:147，親自講學傳播文化，禁巫神，捐錢設阱捕虎:82。1638年，他離任知縣之職，返回蘇州，生活怡然自得:96。馮夢龍一生忠於朝廷，反對流寇起兵與滿清入侵:613。1644年，北京陷落後兩個月，他寫成《中興實錄》，提出「中興」的大計，向皇帝上書言事:82，並收集北京方面的信息:8，編寫《甲申纪事》14卷，記載1644年的國難。他積極支持南明王朝，特別是唐王朱聿鍵。1646年，馮夢龍據説因明亡憂憤而死，年七十三:613。

## 文學

### 短篇小說

#### 白話短篇小說

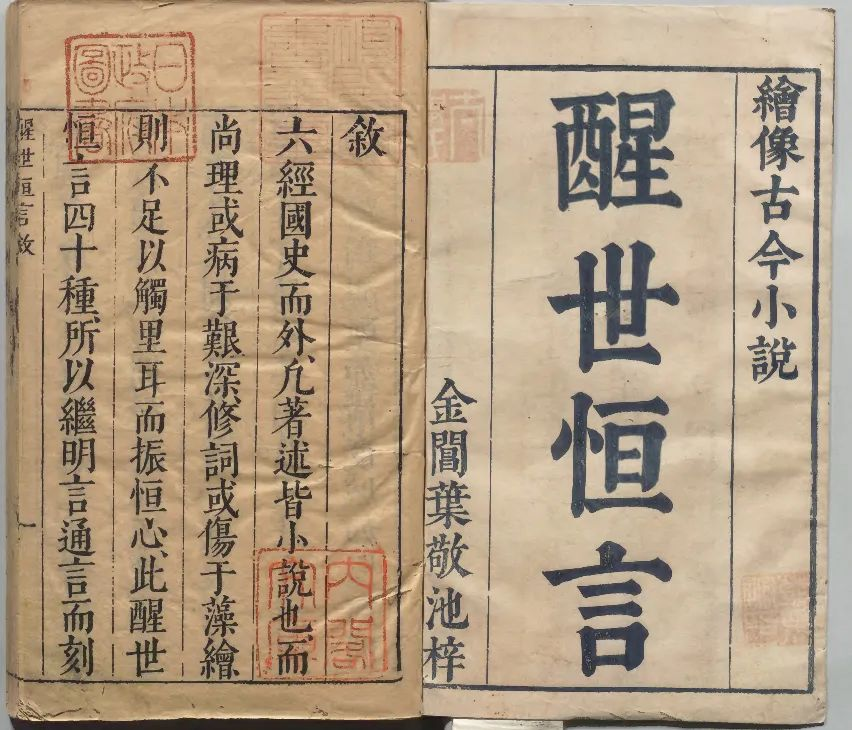
馮夢龍《醒世恒言》書影

馮夢龍編撰了三部短篇小說集，分別是1620年出版的《喻世明言》（又名《古今小說》）、1624年的《警世通言》和1627年的《醒世恒言》，每部都包含40篇短篇小說，統稱為《三言》:196。《三言》小說集幾乎保存了所有流傳到明末的宋元話本，另外也包含了不少明話本與馮夢龍自己的作品。他大幅修改所收集的故事內容和文風，使作品更為耐讀，當中涉及明代的短篇故事大多數是基於明代時事創作的:613-614。韓南指出，《三言》有33篇為馮夢龍寫作，《醒世恒言》有22篇或以上的小說是馮夢龍一個佚名的友人所寫:278、96。對《清平山堂話本》等早期的話本小說，馮夢龍的改編有的僅改動字句，有的則做了大量增補和刪削:56。馮夢龍短篇小說題材廣泛，涉及帝王將相、忠臣孝子、海外奇人異事、仙佛靈鬼、寺廟道觀、盜賊罪犯、訴訟審判、家庭悲劇與重圓、報仇雪恨等等，當中卻較少才子佳人的愛情故事:198。《三言》中若干故事高度關注城市生活與窮人生活，小說世界描寫的是行商、店主、青樓女這些城市居民，偶爾也涉及官員:142、148。
馮夢龍小說考慮的是讀者的口味和要求，迎合其閱讀愛好，故事細節豐富，情節跌蕩起伏，語言表達清楚圓潤:198，情節緊湊而扣人心弦，修辭雅致而又富於表現力，體現出個性化的愛情道德和人性的光彩:156。馮夢龍小說從廣義看都是為教育而寫的，「醒世」「警世」的書名就說明了他寫作的目的:76，其創作態度嚴肅，重視小說懲惡揚善的教化作用，表彰美德，批評偽善和假道學:146。他寫愛情時對婦女總是採取理解、同情的態度，在五倫中，描寫友情和夫婦之情更多於描寫孝道:77。《吳保安棄家贖友》就是歌頌友情的作品，素材來自《太平廣記》所收錄唐代牛肅《紀聞》（《太平廣記》是《三言》最重要的素材來源:150），小說講述吳保安通過同鄉郭仲翔的推薦而在軍中謀得一職，但還等不到吳保安到軍中述職，郭仲翔卻成為敵人的階下囚，吳保安收到求救信函後，毅然棄妻子孩兒於不顧，為籌措贖金而日夜奔波。郭仲翔被贖出後，等自己父親過世後才報恩，而這時吳保安和妻子都已不在人間了，郭仲翔送他們的屍骨回故鄉，舉行隆重葬禮，把恩人的兒子當作自己的兄弟撫養，並幫助他當上官員:228。

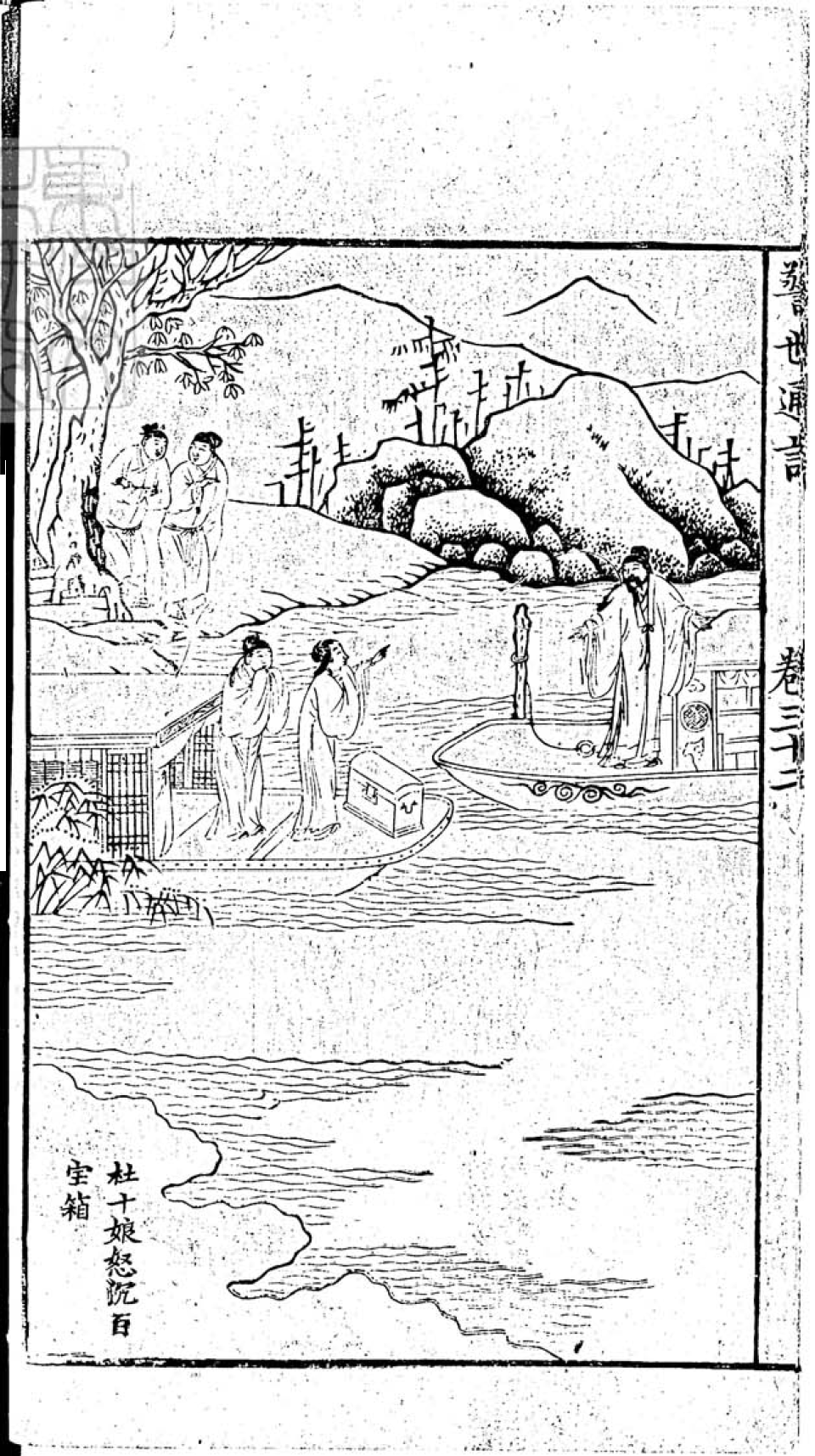
1624年序金陵兼善堂刊本《杜十娘怒沉百寶箱》插圖

《古今小說》中最著名的兩篇，是《蔣興哥重會珍珠衫》和《杜十娘怒沉百寶箱》，均改編自宋懋澄的文言小說集:142。《蔣興哥重會珍珠衫》源出自文言小說《珍珠衫傳》，表現了天理報應的主題:100-101，獲夏志清讚賞為「明人小說集中最偉大的一篇」:241，故事講述蔣興哥和三巧兒夫妻恩愛，蔣興哥遠走廣東經商，相約一年後回來，三巧兒相信了算命先生的話，以為丈夫會提早回家，一度錯認俊俏的陳大郎是丈夫。陳大郎卻對三巧兒一見鍾情，向媒人薛婆求助。蔣興哥離家後患病，以致久久不回。在薛婆的遊說下，在七夕三巧兒接受了陳大郎的愛，相處幾個月後，陳大郎終須離開，獲三巧兒贈予蔣家的傳家之寶珍珠衫。離開後陳大郎碰巧在蘇州認識蔣興哥，成為摯友，蔣興哥及後看見陳大郎身穿珍珠衫，知道了真相，便趕回家休妻。陳大郎稍後病死，蔣興哥娶了陳大郎的寡婦為妻後，也與三巧兒團聚。小說人物充滿人性，女主人公三巧兒能調解貞操與情愛間的衝突:242-243。《杜十娘怒沉百寶箱》改編自宋懋澄文言小說《負情儂傳》，情節較簡單，結構嚴謹，描述生動:201，情節講述官家子弟李甲與京城名妓杜十娘相戀，耗盡錢財，杜十娘幫助李甲以三百兩將她贖身，希望與李甲白頭偕老，不料途中被李甲所變賣，杜十娘絕望下與隨身所帶珠寶一起投入江中。故事的結局加強了這段文人妓女感情糾葛的悲劇性，百寶箱隱喻了杜十娘「全玉而毀」的人格價值:117、136。
馮夢龍出色的歷史小說有《汪信之一死救全家》和《沈小霞相會出師表》。《汪信之一死救全家》正話取材自岳珂《桯史》，講述地方富豪汪革起事失敗的故事，主人公汪革棣被誣陷謀反，激動得真的起來進行武裝鬧事，後來他明白這種叛逆姿態不會有好結果，於是拼了自己一死，使全家免遭殺戮:108-109。小說突出汪革愛國和身為領袖的特徵。《沈小霞相會出師表》寫的是嚴嵩、嚴世蕃父子專權到倒台，小說前半寫嚴氏父子的虐政，沈煉反對嚴嵩而被貶謫流放，受誣告為圖謀不軌，最後在獄中被私下了結性命。後半部寫沈煉兒子沈襄被牽連捕獲，被處予流放，沈襄之妾聞氏有膽略和機智，靠著恫嚇來對付那個企圖在途中殺害沈襄的解差，使沈襄得以逃脫。聞氏處理沈襄逃走後的局面的那一部份，是小說中寫得最好的情節，寫得細致可信:110-111。《臨安里錢婆留發迹》和《木綿庵鄭虎臣報冤》都取材自野史田汝成《西湖遊覽志餘》，前者寫的是唐末錢鏐的故事，後者則是寫賈似道:107-108。
《旌陽宮鐵樹鎮妖》一篇，取材自鄧志謨道教小說《鐵樹記》，字數僅存原著之半，精簡情節的繁多枝葉:124、164、166，著重情節發展，原著前半許多被刪削，後半則多保留原樣，如原著寫吳猛登九星法壇作法拯救豫章，場面寫得生動有趣，馮夢龍也照錄不誤:167、158、161。《宋小官團圓破毡笠》講述一個青年一度貧困，跟他忠貞妻子經歷種種不幸後，終於團圓，故事帶有宣揚佛教的色彩:200。《明悟禪師趕五戒》故事源自洪楩《六十家小說》中《五戒禪師私紅蓮記》，加入了一篇「入話」，講述一位道行較高的和尚坐化的故事，在正話中則插入佛印怎樣當上和尚的故事，另加寫蘇軾仕途的浮沉升降，以及他和佛印始終如一的友誼。《喬彥傑一妾破家》源自《六十家小說》中《錯認屍》，增寫了喬彥傑的鬼魂對敲詐者王青的報復，要了他的命，使敲詐者得到報應:99。《陳御史巧勘金釵細》源自公案小說，也是個關於天道報應的故事：壞人梁尚賓假扮魯學曾的表弟姦污了魯的未婚妻，受到懲罰，後來自己的妻子反而歸魯學曾所有:104。

#### 文言短篇小說
馮夢龍編有三部文言小說集：《情史類略》24卷、《智囊》28卷及其增訂重編本《智囊補》28卷、《古今譚概》36卷，另有《笑府》1卷:108:614。這些小說集收錄他創作和整理的大量故事、軼事、笑話:614。《情史類略》大多數條目選自明末流行的列女傳集，有的記實，有的虛構，當中有些故事與《三言》內容同一來源，有些條目是馮夢龍自己的作品，寫的是他自己及其友人們的戀情，也有蘇州名士的軼事:90-91。「張雲容」條講述中唐薛昭遇到自稱是楊貴妃侍女的三個女子，與其中一位張雲容柔情繾綣，後來薛昭掘地得一棺木，棺中人張雲容面容鮮潔如生，死而復生，最終與薛昭結成夫妻:78、80。馮夢龍為故事寫有評論，認為忠孝節義都是從「情」的啟發而來，表揚那位在庇護遇難的伍子胥後自殺的女子，也讚揚那些為正義而殺人的游俠:91-92。《智囊》以樊玉衡的《智品》為本，而比《智品》生動有趣。《古今譚概》內容分36類，多是簡短的軼事，許多與蘇州有關。例如有一則寫1589年蘇州旱災，太守求雨幾乎曬死的事；部份內容則諷刺儒家的教條和愚昧、吉日凶日、忌諱、誦經等:80-81。故事後附加評論，有些是馮夢龍自撰，有些則是他人的評論:151。《笑府》笑話寫的是社會的矛盾現象，例如醫生殺人，和尚好色，教師不通文墨，妻子使丈夫膽戰心驚，新娘子富有床笫經驗等:85。

### 長篇小說
馮夢龍改寫了余邵魚的《列國志傳》，寫成《新列國志》108回，故事涵蓋了春秋戰國時代，用文言文撰寫，取材於《左傳》、《國語》等書，描述許多君王與謀臣的對話，以及偵破陰謀詭計的手段:92-93。《新列國志》序表示了他對固有歷史小說的輕視，認為是「村學究」妄顧歷史事實的編造，也批評小說中的詩太粗俗:95。《新列國志》情節更符合史書記載:149。《列國志傳》原書中一系列的事件各自獨立，互不相關，馮夢龍則把這些事件改編為不再是各自獨立的章回，描寫重大事件時與其他事件相交織，擴大了場景，增加對話，注意事件中人的動機與前因後果，布局緊湊，語言新鮮，例如文姜與他異母兄長齊襄公的故事:96。馮夢龍在小說中加入許多評注:93，他關心是人的行為，而不是天命，小說中突出的人物有兩類，一是像文姜那樣的壞女人，寫出女人敗事的歷史，另一類是政治領袖和謀士，尊崇霸主，真正的英雄謀士是管仲、孫叔敖、晏嬰、孫臏、張儀、蘇秦等人，他們是政治力量的關鍵，集中筆墨寫出其性格和才能。馮夢龍還準備寫關於漢代的歷史小說，但也許忙於公務，沒有實現:97、95。

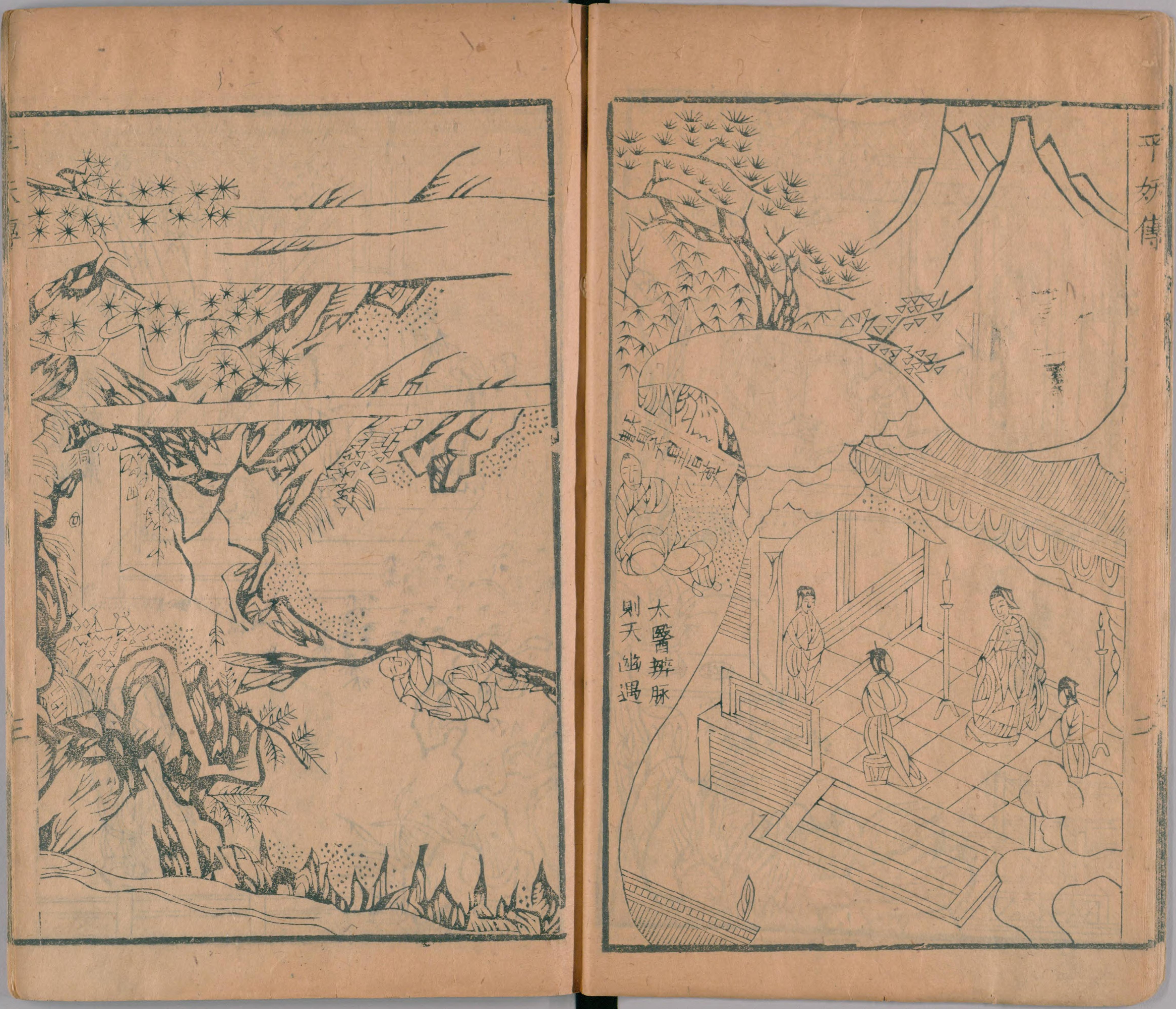
清代馮夢龍《平妖傳》書影

馮夢龍擴寫20回本《三遂平妖傳》為40回本《平妖傳》，減少小說中的民間傳說與重覆之處，妥善安頓鬆散的線索與前後矛盾之處:138。《三遂平妖傳》情節不很完整，馮夢龍在前面加寫了15回，其後插進許多情節與細節，為每個人物都安排了結局。這部小說議論機智，文字生動幽默:94-95，流行甚廣，但稱不上傑作，對起義一事寫得並不有趣，新的前15回和原作也不太協調。小說最成功的是喜劇性的諷刺，如第14回寫宋真宗希望找到祥瑞來表現自己是聖主，結果被奸人戲弄，找出一本倣《道德經》故謅出來的「天書」，引出天下無數的天書和妖人妖術，最後總結出「妖由人興」:94。馮夢龍的《王陽明先生出身靖亂錄》是白話長篇傳記小說，以王陽明早年的事業為中心，集中寫他平亂的事跡，書中王陽明才幹超群，臨機應變，大膽果斷，同時又睿智開通，對叛亂首領之得人心很能理解甚至欣賞。小說不用章回體，經常提到源出何處，不用過多的虛構，類似史書的敘述:97-98。馮夢龍是首先認同《金瓶梅》文學價值的人，力勸朋友沈德符加以刊印:613。有學者認為撰寫《金瓶梅詞話》序言和評點《金瓶梅》的「東吳弄珠客」即是馮夢龍:92-93。

### 戲劇
馮夢龍編集《墨憨齋定本傳奇十四種》，稱譽當時:19。作為劇作家，馮夢龍吸收了明代戲劇吳江派沈璟的戲曲風格，重視戲曲的音律規則和曲調。他創作了兩部戲曲：《雙雄記》和《萬事足》各兩卷，兩劇都以優美韻律見稱:614，吳梅評論此兩劇「曲白工妙，案頭場上，兩擅其美」:213。馮夢龍修訂的傳奇另有12種，分別是《新灌園》、《酒家傭》、《女丈夫》、《量江記》、《精忠旗》、《夢磊記》、《灑雪堂》、《楚江清》、《風流夢》、《人獸關》、《永團圓》和《邯鄲夢》:614。他著力推廣崑曲，開拓崑曲劇目題材，馮夢龍名下約19部劇作中，有7部為歷史劇，有意越出文人浪漫傳奇的傳統題材範圍:146-147。馮夢龍批評當時的新戲品德低下，好用華而不實、雕琢的詞藻:87。馮夢龍劇本的受眾是同行劇作家和演員，其改本詳細標出為舞台表演而作的改動，安排鋪陳細致周到:132、148，注意戲劇的技巧，往往為了使戲曲能上口唱而加以改正。他改編湯顯祖《牡丹亭》時，抱怨原本只是一種「案頭之書」，沒有考慮演唱的需要。他對戲劇結構、表演、說白的關心，為後來的李漁開了先聲:86-87。青木正兒認為馮夢龍「精於法而乏創作才」，故多改定他人的劇作而較少原創:214。
《雙雄記》直率生動，兩位結義兄弟作戰英勇，歌伎女主人公則高貴多情，劇中對政府賑濟和征兵工作頗有諷刺:87。情節講述丹信自幼與劉雙友好，其叔父丹三木為兇徒，丹信妻子常勸丹信分家，但丹信沒有聽從，其妻因而病卒。丹三木銜恨於丹信，誣訴於官府，丹信與劉雙都被捕入獄。後來倭寇亂起，准許罪人立功贖罪，丹信與劉雙都通曉兵略，從征擒賊，以功獲授正千戶之職，官至征東將軍:213。馮夢龍的改寫改動很大，《精忠旗》寫北宋淪亡時的岳飛與秦檜的忠奸對立，從京城陷落，二帝被俘寫起，到岳飛多次戰勝和入獄處死，最後是岳飛的鬼魂復仇。《酒家傭》是馮夢龍所寫劇中最有趣的一齣，講述偽儒馬融奉權臣梁冀之命，誣告李固想進行政變:87-88。《新灌園》是由張鳳翼的《灌園記》改寫的，馮夢龍認為原劇缺點有二，一是喬裝園丁避難的齊國世子父仇未報、國家未復就急於與園主女兒談戀愛，二是為世子報仇的將軍王孫賈母子的忠義被忽略。《女丈夫》寫唐代著名虬髯客的故事。《量江記》寫南唐李煜的故事，馮夢龍對李煜並不同情，認為李煜君臣是「秀才皇帝」和「幫閑官」:89。
《風流夢》改寫自湯顯祖《牡丹亭》，馮夢龍著力於使情節結構環環相扣，剪除不必要的副線，減少每齣中唱段數目。他反對湯顯祖過度繁冗的曲文，將《牡丹亭》55齣縮短到《風流夢》的27齣，使改本長度更適合於表演:148，加強了賓白的運用，又把原作大量的獨唱曲牌轉變為兩名演員交替演唱，簡化情節，改編唱段使之符合崑腔曲律的標準，令語言更通俗易懂:152。馮夢龍刪去原著過多的浮詞，劇情中男女主人公做的是同一個夢，因為馮夢龍認為前後各做一夢不合理:89。湯顯祖《牡丹亭》以唐詩集句收束多數關目（情節），馮夢龍則代之以成語俚語寫成的四行詩句，並偶以對聯作落場詩。馮夢龍的改寫削弱了湯顯祖的語言魅力，也喪失了原作女主人公的個性:145、153。

### 歌曲
馮夢龍收集和創作通俗歌曲，編成三部民歌集《太霞新奏》14卷、《挂技兒》9卷及《山歌》10卷:614。《太霞新奏》是古今散曲集，《挂技兒》是北方小曲集，《山歌》是蘇州地方小曲集:148。《太霞新奏》所收錄作品，大半為贈妓女或詠妓女之歌:142。馮夢龍散曲的主題都是「情」，寫馮夢龍及其友人們與歌伎之間的戀情，也展示被遺棄時的心碎與悲哀。書中有馮夢龍的散曲十六套，董斯張稱讚他的曲子有「真情」，風格平易，甚為動人，使人淚下:90。他廣泛運用口語，寫得最好的一首民歌，大概寫於與女伶侯慧卿分別以後:614。他將降臨乩壇、自述生前身世的少年王花舍之事，以散曲形式譜成《情仙曲》，該曲從頭到尾皆為王花舍以第一人稱歌唱的唱詞:65、69，述說王花舍因相思成疾而亡，與同樣亡故的同性戀人相約於來世，相諧於來生。此曲當時成為一段佳話:71、74、80。《挂枝兒》中有些詠唱妓樓和妓女的歌，如《妓館》、《從良》等:137。
《山歌》10卷，收錄了380多首以吳語記錄的蘇州地區歌謠:9。馮夢龍的採錄忠於原本，採用蘇州方言土話去記錄民歌，使大量隱喻和雙關語都保存下來:45。當中很多歌謠直至20世紀仍在蘇州及其附近地區傳唱。馮夢龍根據作品內容將它們分為「私情」、「雜歌」、「詠物」等，歌謠共同主題是男女關係和性愛，幾乎每一首都描繪了女性形象:110、22，大概為蘇州妓女挑逗青年男子所唱:49。集中最為人廣知的山歌是《月子彎彎》：「月子彎彎照九州，幾家歡樂幾家愁。幾家夫婦同羅帳，幾家飄散在他州。」:52
馮夢龍把主題相近的山歌編集在一起，卷一歌謠述說男女戀情，卷二主題是性交、女性身體或女性性欲:39、41，卷三主題是怨女曠夫、分手離別、女性的悲傷哀怨，卷四歌謠多講不倫、亂倫的主題:45、51。卷五收錄與男色、嫖妓相關的歌曲，大多是以第三人稱而非女性第一人稱歌唱的，卷六「詠物」則以某些物品為題材，比附男女關係，為文人戲作:55-56、152。卷七所作品從形式上看，是在四句山歌插入念白的歌謠。卷八卷九為長篇民歌。這些長篇作品多是由農村傳入都市，受都市音樂影響，又經文人戲作:159、199。卷十收錄「桐城時興歌」，是起源於安徽桐城的歌謠，歌詞比較高雅，露骨程度稍低:203-204。馮夢龍在歌謠後加上評論，解釋地方俗語，曾將民歌中的雙關語和李商隱詩相比，描寫農家女和船家女即興作歌的情況:84。馮夢龍發現山歌的價值，在於體現人間真實的感情:26。有一首歌中母親告訴女兒應在年輕時盡情享受愛情，馮夢龍在評論中贊同這種態度:85。

### 文學批評
馮夢龍受儒家思想影響，不重視純文學和美的鑒賞，強調用詞平易，認為直抒感情是詩的最高價值，對小說和戲曲他關心是否有益世道。在馮夢龍的詩歌中，理想化、浪漫激越的「情」是最高的價值:73、77。受公安派袁宏道等人主張的影響，馮夢龍讚賞作為「真詩」的俗曲，把山歌俗曲視作承繼《詩經．國風》的遺風:227、230。他認為中國文學在漢唐之際出現分裂，開始把口頭文學排斥於文學之外。文學統一的最好例子是《詩經》，兼收並蓄了民歌和宮廷頌詩。他責難《楚辭》詩人和唐詩格律，自此民歌就排除在文學以外，被文人忽視。民歌的題材則日益狹窄，最後只限於情歌。詩本來是長短不拘的，唐代以詩作科舉取士之用後，就有五言、七言的約束:74。馮夢龍認為將詩歌用於科舉考試玷污了詩歌，削弱其創造力和自我表達，唯有民間傳統依舊保持了活力:148。他認為文學如果與名利無關，就會表現出真正的文學價值。他反對的是平庸隨俗，矯揉造作，以及為了名利寫作而形成的虛假感情。馮夢龍認為白話小說比文言小說好，因為前者讀者更廣泛，對讀者的影響也較大。要想影響廣大公眾，文風就要簡約:75。他指出小說必須對民眾有教化作用，批判有淫詞穢語的卑俗小說:20。小說戲劇有關風化，但他不堅持每篇作品都必須談道德，有時也注意如何做到誇張幽默:76。

## 思想
馮夢龍非常欣賞王陽明的心學，也為李贄的「童心說」所嘆服:157，認為王陽明是集文治武功於一身的最好儒家代表，值得學習:98。馮夢龍厭惡偽道學的陳腐，以民歌反對正統觀念:51。他收集的山歌公然歌唱性愛，以此來反對儒家的禮教:85，宣揚個性化的真情，以替代偽善的儒教婚姻道德:158。他也不同意儒家對釋道二家的指摘，認為三教都有可取之處，指出宋代是儒家獨尊的時代，但宋朝國運並不高於三教都發展的其他王朝。他取佛教的憐憫心，取道家的清淨，取儒家的現實感，認為掌握三教真義，即能在世上應付自如:98。馮夢龍輕視以科舉功名來衡量人，嘲笑不能解決實際問題的腐儒。他批評朝廷選拔官員制度，指出貧賤者想為國效力而不得其門，千百個科舉進身的官員，臨難不畏的不過20餘人:81-82。

## 學術
馮夢龍寫了三本有關《春秋》經的書：《麟經指月》完成於1620年，《春秋定旨參新》約完成於1623年，第三本《春秋衡庫》水平最高，同類著作還有完成於1630年的《四書指月》:80。馮夢龍有關經學的書當時流傳甚廣，科舉考生曾用作參考:148。

## 影響

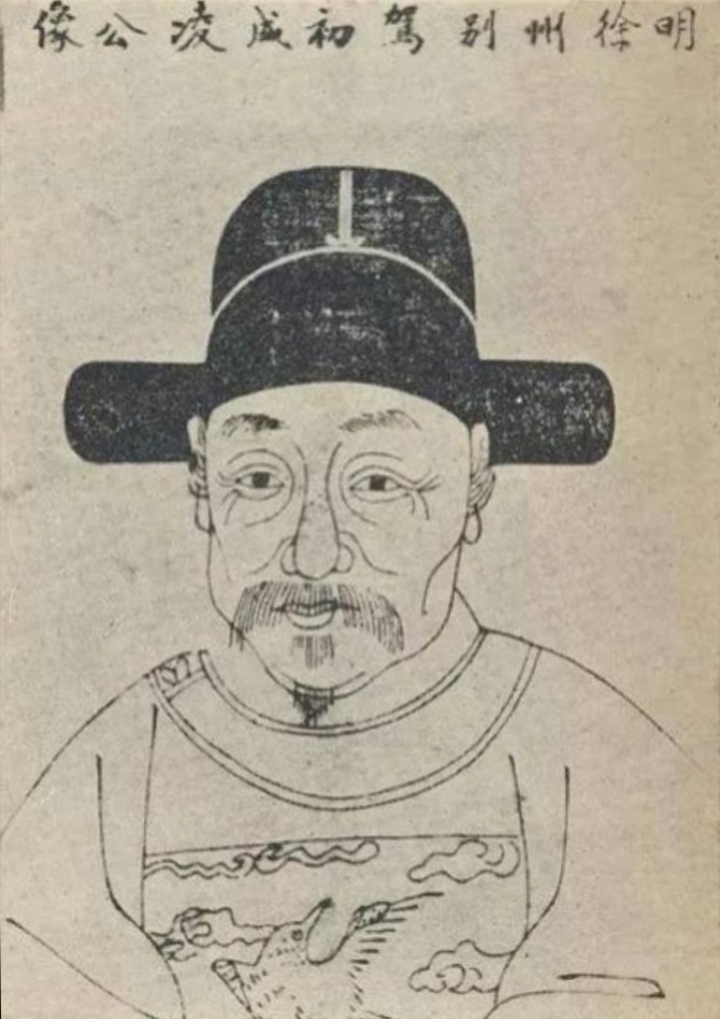
受馮夢龍影響的凌濛初像

馮夢龍最大貢獻是保存、修訂並創作通俗文學作品:613。他大量地改寫文言作品，復興了短篇小說這一文類:242，為小說帶來重大變革，將它推向新的高峰，白話小說成為與經典文學比肩並立的文學形式:155-156。在《三言》影響下，當時短篇小說甚為盛行:8，在明末清初，文人模倣《三言》所寫的小說有十多種:234，其中最著名的是凌濛初的《初刻拍案驚奇》和《二刻拍案驚奇》，每部也是40篇:8，顯然受到馮夢龍的啟發:196。人們將他們的作品合稱「三言二拍」:160。其餘短篇小說集的品質則不能跟《三言》相提並論。在馮夢龍筆下古代短篇小說達到其發展的高峰，出現《今古奇觀》等選本，《今古奇觀》就收錄了馮夢龍的29篇作品:208。三言也影響了明末戲曲，當時有20多篇小說被改編為戲劇，改編者包括袁于令、沈自晉、李玉、范文若、葉宛祖和王元壽:120。《三言》傳到日本，頗受歡迎，上田秋成《雨月物語》中「蛇性之淫」、「菊花之契」等故事，其藍本皆是《三言》:64。《三言》的故事也成為第一批翻譯為西文的中國小說:160。馮夢龍的《笑府》堪稱中國笑話集中最著名的一本，是後來《笑林廣記》的基礎:85。其戲曲《風流夢》影響了《牡丹亭》的舞台演出，清代出版的傳奇劇合集中留下馮夢龍改本的蹤跡:154。

## 地位與評價
馮夢龍和凌濛初是白話短篇小說創作中最著名的兩位作家:145，柳無忌稱讚馮夢龍編纂的短篇小說「與中國任何時代的短篇小說，或西方同時代的作品相比也毫不遜色。」:198現代中國學者稱他為「明代卓越的通俗文學工作者」、「中國當時最進步的文學意識的實踐者」:19、明末「通俗文學之旗手」:64。呂天成、張琦都讚揚馮夢龍的劇作，小野四平讚揚他是「進步知識份子」:31-32。馮夢龍在現代受到尊崇，在於他獨具慧眼，蔑視禮教，忠實記錄民歌，中國現代民間文學家認為他的突出貢獻在於他對明代民歌的輯存，讚揚他所表現的學術眼光是超越時代的:48、44，功績不可磨滅。顧頡剛推崇《山歌》有極高的歷史地位:50、47，肯定馮夢龍對民間苦難有著強烈同情心，是傳統觀念的叛逆者；周作人把他與金聖歎相提並論:50、48。批評方面，清人朱彝尊對馮夢龍的詩評價不高，批評他過於滑稽。清代官方則認為他的《智囊》和《古今譚概》都是輕浮的:83，把馮夢龍的作品定為禁書:160。